# Оки (прозвище)

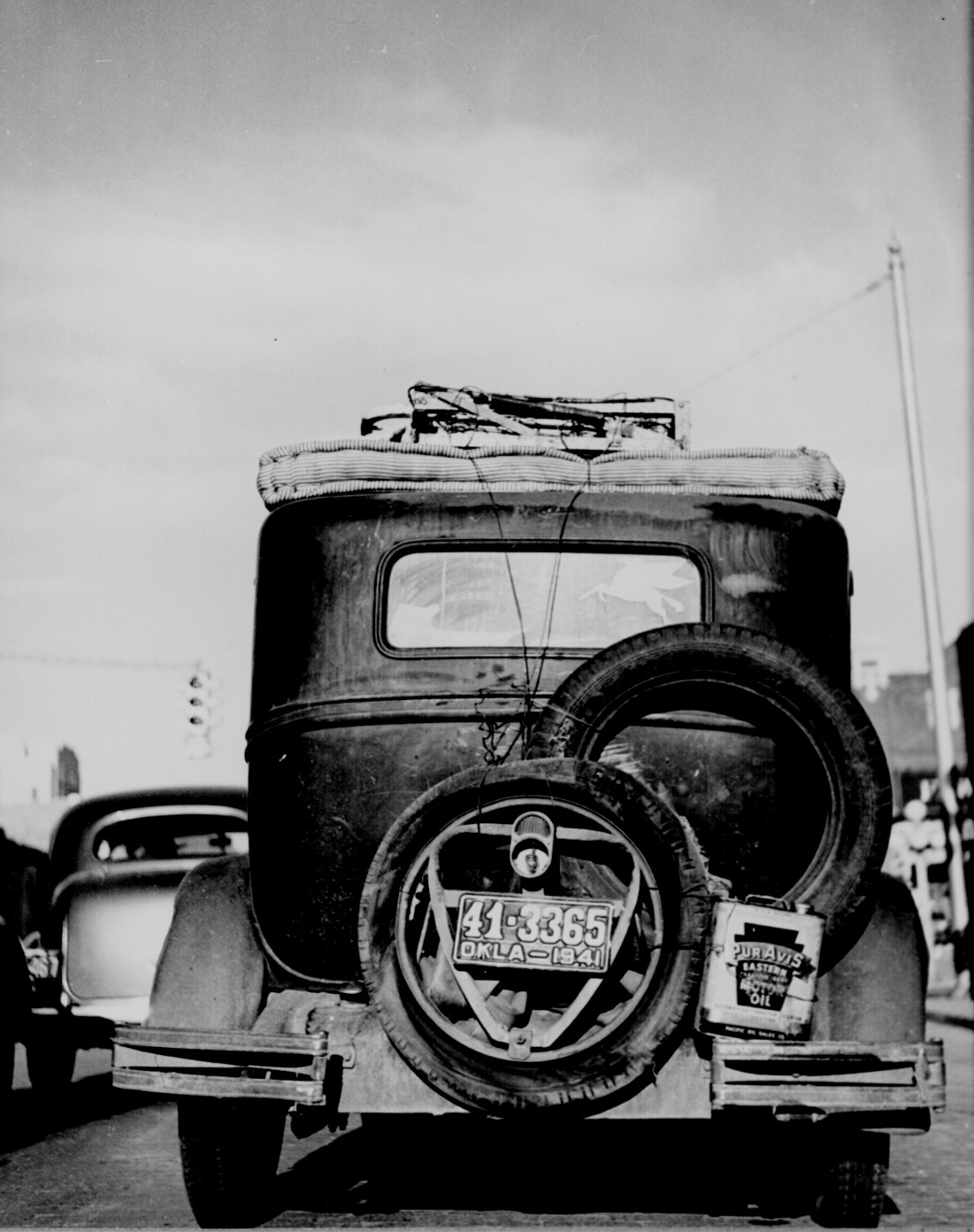
Вид сзади на машину «оки», направляющихся через Амарилло, Техас на Запад, 1941

«О́ки» (англ. Okie) — название, используемое уже в 1907 году в США в основном для обозначения жителей штата Оклахома. Является производным от аббревиатуры названия штата.
Чаще с негативным оттенком (как оскорбление) применялось в 1930-х годах в Калифорнии по отношению к очень бедным переселенцам из Оклахомы и соседних штатов. Одной из причин миграции населения являлась острая нехватка рабочих мест в центральных штатах в 1930-е годы. Миграция «оки» привела за собой более миллиона обездоленных людей, большинство из которых направились в поисках работы на фермы Калифорнийской долины. В 1940 году в США начался резкий рост оборонной промышленности, и многочисленные судостроительные верфи и оборонные предприятия смогли предоставить достаточное количество высокооплачиваемых рабочих мест.

## Эпоха Великой депрессии
В середине 1930-х годов, во время Пыльных бурь (Пыльного котла), большое количество фермеров, спасаясь от экологической катастрофы и Великой депрессии, стали массово покидать Великие равнины и юго-западные районы США, двигаясь в основном по историческому шоссе 66. Из Оклахомы было больше мигрантов, чем из любого другого штата — приблизительно 15 % населения Оклахомы направилось в Калифорнию.
Считается, что первым, кто использовал понятие «оки» для обозначения фермеров-переселенцев в середине 1930-х годов, был Бен Реддик (Ben Reddick) — журналист, а позднее владелец и издатель Paso Robles Daily Press. Он заметил аббревиатуру «ОК» (обозначающую штат Оклахома) на номерных знаках переселенцев и назвал их «оки» в своей статье. Калифорнийцы стали называть этим прозвищем всех мигрантов, даже несмотря на то, что большое количество только что прибывших были не из Оклахомы.
Многие жители Западного побережья и некоторые политически зависимые писатели пренебрежительно называли «оки» всех бедных, белых (включая также смешанного американоиндейского происхождения, самой большой группой из которых были чероки) переселенцев-рабочих и их семьи. Понятие «оки» стало широко известным на всей территории США после выхода романа Джона Стейнбека «Гроздья гнева».